# گونتر نیمتس
 گونتر نیمتس (انگلیسی: Günter Nimtz؛ زاده ۲۲ سپتامبر ۱۹۳۶) یک دانشمند اهل آلمان است.